# Engomadeira
Engomadeira é um bairro localizado na cidade de Salvador, na Bahia.. Corresponde a uma área de aproximadamente 35 ha e faz parte da Prefeitura Bairro (PB) VII Cabula/Tancredo Neves.. 
A área do bairro do Cabula , do qual Engomadeira pode ser considerada como um sub-bairro, foi povoada por africanos bantus (região do Congo-Angola), que praticavam uma dança ritual quicongo conhecida como kabula (do quicongo kabula no sentido de 'animar, encorajar' ), que acabou por dar nome ao local. Ali se formou o quilombo do Cabula, destruído entre 1807 e 1808.
De origem popular, desordenadamente urbanizado, a Engomadeira apresenta problemas como saneamento básico precário, falta de praças, parques, centros culturais e esportivos. A maioria da população é de baixa renda, e o bairro apresente altos índices de pobreza, desemprego, violência e drogadição.

## Etimologia
Diferentemente do que se possa imaginar, o nome do bairro não está relacionado com a presença de lavadeiras ou engomadeiras no local mas com uma ocupação mais antiga, ligada ao quilombo do Cabula. 'Engomadeira' seria uma derivação de ngoma, palavra de origem banta, que designa um tambor de uso ritual, utilizado pelos Bantu no candomblé Congo-Angola.

## Demografia
Segundo os dados do Censo -2010, a população do bairro da Engomadeira era de 12.550 moradores - os homens representando 46,18%, e as mulheres 53,82%. Quanto a cor ou raça, 53,85% dos moradores se autoidentificam como pardos; 33,79% como pretos; 10,59%, como brancos; 1,57%, como  amarelos, e 0,20%, como indígena.